# سوق قابل
سوق قابل أو بما يعرف بشارع قابل أحد أسواق منطقة جدة التاريخية الواقعة في وسط مدينة جدة غرب المملكة العربية السعودية، يتربع سوق قابل على مساحة يبلغ مجموعها 539 مترمربع، ويضم بين جنباته 58 محل ومتجر، وعلى امتداد 77 متر، وعرض 7 أمتار.

## التسمية
يعد سوق قابل واحد من أهم وأشهر شوارع مدينة جدة في الماضي والحاضر، فكان هذا السوق مولدًا لأشهر تجار الحجاز، وظل وما زال حتى اليوم سوق تجاري حي يقع في البلد - جدة التاريخية-، وإن كانت البسطات والمحال التجارية الصغيرة هي سيدة الموقف اليوم، وقد أسس شارع قابل الشريف حسين بن علي في ثلاثينيات القرن الميلادي الماضي، ولم يكن حينها يحمل هذا الاسم بعد حتى آلت ملكيته إلى سليمان أمان قابل لذلك عرف باسم -سوق قابل- منذ عام 1926م، أي بعد أن اشتراه من الشريف علي بن الحسين ابن مؤسس الشارع مقابل بعض المال والأغذية.

### سليمان أمان قابل
من أهم تجار جدة، عمل هو وأخيه في التجارة منذ الصغر وعرف عنهما العصامية، تولى عدة مناصب هامه في عهد الملك حسين والشريف علي، واستمر بالعمل الحكومي في عهد الملك عبد العزيز أي العهد السعودي إذ تولى منصب رئيس المحكمة التجارية.

### النشأة
كان هذا الشارع مخزنًا للغلال ومستودعات الحكومة، وبعد أن اشترى سليمان قابل الشارع بذل جهده في تعميره، وكانت أولى خطواته التعاقد مع الشركة الألمانية لتسقيف الشارع، ومنحه طابع مميز، فتم تغطية الشارع بسقف من المعدن على شكل مضلع وتعرف باسم ( التوتوه)، ذات أعمدة حديدية يرتفع بشكل كبير ليكون هناك دورًا للمكاتب التجارية، إذ تمت كل هذه التحسينات في عهد الملك عبد العزيز.

### الكهرباء
تم استيراد مكينة كهربائية ضخمة لتوليد الكهرباء لتضيء الشارع، واستخدمت الكهرباء أيضًا لتهوية الدكاكين المتراصه على طول شارع قابل.

## الدكاكين
انتشرت تجارة الأقمشة في هذا السوق بجانب البضائع المستوردة، ودكاكين الصرافة، وتم استقبال التجار والأهالي لتأجير الدكاكين عليهم بسبب تميز موقعه وجودة منظره في ذلك الحين.

## السوق في رمضان
تقام فعاليات متنوعة طيلة شهررمضان المبارك وعيد الفطر السعيد. تتضمن المأكولات الشعبية، والملابس، والرقصات والموسيقى المحلية.

### السوق اليوم
حافظ سوق شارع قابل على محتواه وأصبح من أهم المزارات السياحية في جدة اليوم، لموقعه المتمركز في وسط جدة التاريخية والذي كان يمثل عمقها التجاري.

## وصلات خارجية
- موقع سوق قابل على الخريطة